# Glympis immaculalis
Glympis immaculalis là một loài bướm đêm trong họ Erebidae.